# Mercedes-Benz O 10000
 (octobre 2022).
Si vous disposez d'ouvrages ou d'articles de référence ou si vous connaissez des sites web de qualité traitant du thème abordé ici, merci de compléter l'article en donnant les références utiles à sa vérifiabilité et en les liant à la section « Notes et références ».
Le Mercedes-Benz O 10000 est un autocar lancé par Daimler-Benz AG en 1937 ; sa fabrication prit fin en 1939. Ce fut le plus imposant des autocars allemands, spécialement conçu pour relier les grandes villes entre elles via le réseau autoroutier. Son utilisation fut très limitée et sa diffusion confidentielle.

## Histoire
Dans les années 1930, l’Allemagne nazie connait une période de relance économique. Après des années de restrictions, la population aspire à une certaine mobilité. La Deutsche Reichspost est chargée d'assurer le transport des passagers entre les grandes villes allemandes en autocar. Sur certaines lignes, la demande est tellement importante que les autocars utilisés jusqu'alors, d'une capacité de 35 places, sont devenus insuffisants. La Deutsche Reichspost a fait connaitre son intérêt auprès des constructeurs allemands pour un autocar de plus grande capacité.
Dès 1935, pour soutenir l’effort économique, Mercedes-Benz présente une nouvelle gamme de camions lourds : L 6500, L 8500 et L 10000, équipés de moteur diesel six cylindres et dont la charge utile est de sept tonnes. À partir de cette base, Mercedes va décliner des variantes autocars. À partir de son plus gros modèle, le L 10000 à 3 essieux, va être développé l'autocar demandé par la Deutsche Reichspost. Présenté en 1937, le Mercedes O 10000 est un autocar de douze mètres de long à trois essieux, d’une capacité entre 40 et 50 passagers.

## Caractéristiques
Pour mouvoir cet énorme véhicule, Mercedes-Benz conserve le moteur qui équipe le camion, l'OM 54, un six cylindres en ligne diesel de 12,5 litres de cylindrée (12517 cm3) développant 150 chevaux, permettant de déplacer les dix-sept tonnes du O 10000 à la vitesse maximale de 65 km/h sur autoroute. Pour freiner l’autocar, Mercedes fait appel au système à air comprimé développé par Knorr. En 1938, Mercedes-Benz remplace le moteur OM 54 par le OM 57, un six cylindres de 11,2 litres de cylindrée et une puissance inchangée, ce qui permet au L 10000 de perdre un peu de poids.
Le Mercedes-Benz O 10000 visait un marché forcément très limité. On a vu circuler un O 10000 en service urbain dans la ville de Berlin mais son usage a rapidement été limité, notamment en raison d’un rayon de braquage de 24 mètres. En 1939, toujours pour la ville de Berlin, une version à deux étages est apparue, portant le nombre de passagers à 80, l’expérience est restée sans lendemain.
Trop spécifique dans son utilisation, pas assez mobile, l’armée allemande n'a jamais voulu tester le Mercedes O 10000. Mercedes-Benz a toutefois trouvé une utilisation qui lui a permis d'écouler quelques exemplaires supplémentaires : des centres mobiles de courrier qui assurent le transport des plis de ville en ville, avec des agents qui trient le courrier lors des trajets. Le Mercedes-Benz O 10000 voit sa production définitivement stoppée en 1941 après 386 unités sorties de l’usine de Gaggenau.

## Production L 10000 / O 10000
| Année                   | 1935 | 1936 | 1937 | 1938 | 1939 | 1940 | 1941 | total |
| ----------------------- | ---- | ---- | ---- | ---- | ---- | ---- | ---- | ----- |
| L/O 10000               | 6    | 12   | 36   | 88   | 213  | 125  | 10   | 490   |
| L 10000                 | 6    | 12   | *    | *    | *    | *    | 0    | 94    |
| O 10000                 | 0    | 0    | *    | *    | *    | *    | 0    | 386   |
| O 10000 Obus Électrique | 0    | 0    | 0    | 0    | 0    | 0    | 10   | 10    |

La répartition entre le camion et l’autobus entre 1937 et 1940 n’est pas documentée